# Chliwtschany
Chliwtschany (ukrainisch Хлівчани;  russisch Хлевчаны Chlewtschany, polnisch Chlewczany) ist ein Dorf im Nordwesten der ukrainischen Oblast Lwiw mit etwa 1860 Einwohnern (2023).
Chliwtschany liegt im Südwesten des Rajon Tscherwonohrad am Ufer der 34 km langen Bolotnja (Болотня), 41 km südwestlich vom ehemaligen Rajonzentrum Sokal und etwa 80 km nordwestlich der Oblasthauptstadt Lwiw.
Am 12. Juni 2020 wurde das Dorf ein Teil der neu gegründeten Stadtgemeinde Bels im Rajon Tscherwonohrad, bis dahin war es das administrative Zentrum der gleichnamigen Landratsgemeinde im Rajon Sokal, zu der noch das Dorf Tjahliw (Тяглів ⊙) mit etwa 330 Einwohnern gehörte. Die ehemalige deutsche Ansiedlung Bruckenthal liegt ebenfalls im Gemeindegebiet, ebenso das nach 1945 eingemeindete Dorf Choronów/Choroniw.

## Geschichte
Die Ortschaft wurde 1559 zum ersten Mal schriftlich erwähnt und lag zunächst in der Woiwodschaft Bełz als Teil der Adelsrepublik Polen. Von 1772 bis 1918 gehörte er unter seinem polnischen Namen Chliwczany/Chlewczany zum österreichischen Kronland Galizien.
Nach dem Ende des Ersten Weltkrieges kam der Ort zu Polen (in die Woiwodschaft Lwów, Powiat Rawa Ruska, Gmina Bruckenthal), wurde im Zweiten Weltkrieg ab September 1939 von der Sowjetunion und ab Sommer 1941 bis 1944 von Deutschland besetzt. Hier wurde das Dorf in den Distrikt Galizien eingegliedert.
Nach dem Ende des Krieges wurde das Dorf der Sowjetunion zugeschlagen, in der es zur Ukrainischen SSR kam. Seit dem Zerfall der Sowjetunion 1991 ist es ein Teil der unabhängigen Ukraine.

## Persönlichkeiten
Der Erzbischöfliche Exarch von Odessa Mychajlo Bubnij kam 1970 in Chliwtschany zur Welt.